# Borkołdoj
Borkołdoj (kirg.: Борколдой кырка тоосу, Borkołdoj kyrka toosu; ros.: хребет Борколдой-Тоо, chriebiet Borkołdoj-Too) – pasmo górskie w Tienszanie, w południowo-wschodnim Kirgistanie, rozciągające się na długości ok. 100 km. Średnia wysokość wynosi ok. 4300 m n.p.m. (najwyższy szczyt w zachodniej części pasma osiąga wysokość 5049 m n.p.m.). Na zboczach północnych występują lodowce. Pasmo zbudowane z łupków, marmurów i granitów. W niższych partiach dominuje roślinność półpustynna. W wyższych partiach występują rumowiska skalne z nielicznymi gatunkami kserofitycznymi.